# Княжество Эльба
Княжество Эльба (итал. Principato d'Elba) — ненаследственная монархия установленная договором Фонтенбло 11 апреля 1814 года. Единственным правителем был Наполеон Бонапарт, который через некоторое время вернулся править Францией. Княжество существовало менее года — до окончательного поражения Наполеона.

## Резиденция
Наполеон Бонапарт во время изгнания на остров Эльба занимал в Портоферрайо две резиденции. Одна из них — Вилла Наполеоника (или Вилла Сан-Мартино) была его летней резиденцией. Вторая — Palazzina dei Mulini, находилась в историческом центре Портоферрайо, в 3.5 км северо-восточней Сан-Марино
В 1839 году флорентийский архитектор Никколо Матас (Niccolò Matas) пристроил к основанию виллы Демидовскую галерею. Строительство велось по заказу Анатолия Демидова — русского промышленника и мецената, большого поклонника Наполеона и мужа его племянницы, принцессы Матильды Бонапарт.
- Карта острова Эльба, 1814
- Вилла Сан-Мартино
- Palazzina dei Mulini